# Tåbe
Tåbe er en betegnelse for en person, der opfører sig dumt eller mærkeligt, eller som er mindre begavet.

Medicin
Tidligere har ordet "tåber" været brugt om hvad der nu betegnes som udviklingshæmmede.
Således indekserer 2. udgave af Salmonsens Konversationsleksikon fra 1927 begrebet under "tåber" (med stavningen "taaber") og nævner under samme opslag ordet "åndssvage" (med stavningen "aandssvage").

Skældsord
Tåbe er nu en nedsættende betegnelse, et skældsord, møntet på en person, som opfører sig dumt eller virker irriterende.

Litteratur
Erasmus, Desiderius (1979): Tåbelighedens lovprisning / overs. og med indledning af Villy Sørensen : med brev fra Erasmus af Rotterdam til Thomas Morus ; med noter og navneregister ; med tegninger af Hans Holbein. Gyldendal,